# مونته‌زمولو
مونته‌زمولو (به ایتالیایی: Montezemolo) یک کومونه در ایتالیا است که در استان کونیو واقع شده‌است. مونته‌زمولو ۶٫۷ کیلومتر مربع مساحت و ۲۷۶ نفر جمعیت دارد.